# Éditions Victor Gadoury
L'Editions Victor Gadoury è una società editoriale monegasca specializzata nel settore numismatico: i prodotti commercializzati sono testi e libri numismatici, monete, medaglie ed euro da collezione.
L'Éditions Victor Gadoury è nata a Baden – Baden nel 1972. Il fondatore, Victor Gadoury, faceva parte di una divisione dell'esercito canadese, che si trovava, a quei tempi, in Germania. Dopo il congedo militare Victor Gadoury scelse di restare in Germania ed iniziare una nuova carriera come numismatico.
Nel 1973, infatti, Victor Gadoury fonda la casa editrice Éditions Victor Gadoury e pubblica la prima edizione del “Monnaies française”, che raccoglie tutte le monete francesi dal 1789 fino a oggi; da allora viene pubblicato con cadenza biennale e, nel 2009, è uscita la sua diciannovesima edizione: Monnaies Francaises 2009.
Nel 1978 Victor Gadoury decide di trasferire la casa editrice nel Principato di Monaco, con recapito, prima in Boulevard d'Italie, poi in Boulevard de Moulins.
Nel 1994, la casa editrice è stata rilevata da due numismatici italiani, Vescovi e Pastrone, e dal novembre 2001 l'azienda è diretta dal solo Francesco Pastrone nel Principato di Monaco.
Éditions Gadoury è presente online con un sito internet di e-commerce di Monete e libri numismatici e una volta all'anno organizza un'asta di monete di prestigio all'interno del Principato di Monaco.

## Pubblicazioni in italiano
- Dalla Dracma gallo-celtica al Marengo Napoleonico (in 3 volumi, pubblicati dal 2004 al 2009)

## Pubblicazioni in francese
- Monnaies Françaises 2013
- Monnaies Royales Françaises 2012
- Monnaies Françaises 2011
- Les hotels d'hier & aujourd'hui a Monaco Tome II (2010)
- Le Monnayage et les Monnaies Fautées (2009)
- Monnaies Francaises (2009)
- Les Eurobillets 2002-2009 (2009)
- Les hotels d'hier & aujourd'hui a Monaco (2008)
- Medailles francaises des XV, XVI, XVII siecles (2008)
- Les Eurobillets 2002-2007 (2007)
- Monnaies et Jetons des Colonies Francaises (2007)
- Monnaies d'Italie (2007)
- Monnaies et medailles de la campagne d'Egypte (2005)
- Cent ans de Ceramique a Monaco (2004)
- Monnaies Royales Francaises (2001)